# Leucoraja yucatanensis
Leucoraja yucatanensis är en rockeart som först beskrevs av Bigelow och Schroeder 1950.  Leucoraja yucatanensis ingår i släktet Leucoraja och familjen egentliga rockor. IUCN kategoriserar arten globalt som otillräckligt studerad. Inga underarter finns listade i Catalogue of Life.